# Muerte de Emilia Benavides
La muerte de Emilia Benavides, conocido como «caso Niña Emilia», fue un suceso de gran conmoción en Ecuador tras el hallazgo del cadáver de la menor de edad. Emilia Alejandra Benavides Cuenca tenía diez años al momento que ocurrió su deceso. La menor fue víctima de un secuestro por parte de una red de criminales dedicados a la producción de pornografía infantil. El día 15 de diciembre de 2017 y tras cuatro días de desaparición, su cadáver fue hallado en una quebrada a las afueras de la ciudad de Loja-Catamayo.

## Víctima
Emilia Alejandra Benavides Cuenca nació en el 10 de noviembre de 2007 en la ciudad de Loja, capital de la provincia homónima, en Ecuador. Sus padres fueron Ángel Benavides y Olga Cuenca. Cursaba sus estudios primarios en la Escuela de Educación Básica Zoila Alvarado de Jaramillo, ubicada en el centro de la ciudad.
Al momento de su desaparición, la Dirección Nacional de Policía Especializada para Niños, Niñas y Adolescentes de la Policía Nacional (DINAPEN) emitió un boletín con las características físicas de Emilia con la esperanza de tratar de determinar con su paradero. Las características dadas fueron: contextura gruesa, ojos color café (marrón), cabello color negro, estatura aproximada de 1.45 m, y un peso aproximado de 75 libras.

## Hechos
La menor Emilia Alejandra Benavides Cuenca desapareció el viernes 15 de diciembre de 2017. Emilia acudió en la mañana de ese día a su escuela Zoila Alvarado de Jaramillo, ubicada en la calle Bernardo Valdiviezo 12-42 entre sus intersecciones con las calles Mercadillo y Lourdes, en el centro de la ciudad. Como era su costumbre, alrededor de las 12:30 p. m. ella salió de su escuela rumbo a su casa ubicada en el barrio Ciudad Alegría, al sur de la ciudad; para ello, la menor solía tomar el bus Sauces Norte en la esquina de la cuadra de su escuela.
En una cámara de video vigilancia, se observó que ella estaba esperando el bus para dirigirse a su casa a las 12:42, siendo esta la última vez que se supo de su paradero.

### Detención y declaración de sospechoso
La Policía Nacional logró identificar a una persona que caminaba con la víctima luego de que ella saliera de clases, mediante la inspección de varias cámaras de video-vigilancia de la zona circundante a la escuela. La persona identificada respondía a los nombres de José Fabián Nero Robalino, quien era conocido por la familia Benavides-Cuenca. Nero Robalino, apodado por familiares y allegados como «el Chino», se desempeñaba como instructor de baile, masajista en gimnasio y promotor de actividades lúdicas con niños; debido a estos oficios, alquilaba en un local en los bajos del estadio Reina del Cisne, de propiedad de la Federación Deportiva de Loja, en donde daba clases de baile.
Nero contaba con varias deudas por concepto de pago de pensiones alimenticias por lo que contaba con una prohibición de salida del país, sin embargo, sus familiares, amigos y allegados lo describían como un «joven educado y atento», que había tenido un cambio de estado anímico alrededor de tres meses anterior a los hechos.
Nero fue capturado por la Policía Nacional en la madrugada del 20 de diciembre de 2017. Según declaraciones a la prensa por parte del coronel Víctor Arauz Macías, director general de la Dirección Nacional de Delitos contra la Vida, Muertes Violentas, Desapariciones, Extorsión y Secuestros (DINASED), el ciudadano capturado confesó haber cometido el ilícito y delató a dos cómplices: a Manuel Ambululdi R. —quien condujo el taxi en donde habrían raptado a la menor—; y a la transexual Tania Yulecsy R. A. Alias 10. También indicó el paradero de la menor. Horas más tardes, en otro comunicado de la Policía, se informó de la detención de los sospechosos. La policía lo localizó en Chachimbiro

### Aparición del cadáver
El 19 de diciembre de 2017 el Ministerio del Interior confirmó la muerte de Emilia Benavides tras la aparición de su cadáver luego de cuatro días de desaparecida. El cadáver fue hallado a las afueras de la ciudad de Loja, en una quebrada situada a un costado de la vía Loja-Catamayo, a aproximadamente 400 metros de la carretera de acceso a la parroquia Chuquiribamba. El cadáver se encontraba mutilado e incinerado. El hallazgo fue realizado luego de la confesión de uno de los autores del delito, José Fabián Nero Robalino, quien aportó indicaciones del lugar en donde estuvo secuestrada, de los cómplices y del lugar donde fue arrojado el cadáver.

## Proceso judicial

### Instrucción fiscal
El 20 de diciembre de 2017, la Fiscalía General del Estado informó que luego de las investigaciones realizadas en torno a la muerte de la niña Emilia Benavides, se formuló cargos en contra de los tres sospechosos dentro del caso: José Nero, Manuel Ambuludí, y Tania Yulecsy Ramón. Se formularon cargos por tres delitos distintos: secuestro, trata de personas y asesinato. Por la concurrencia de delitos, la Fiscalía solicitó ante el juzgado medidas cautelares, de protección y apoyo psicológico a los familiares de la víctima. En declaraciones del otrora fiscal general, Carlos Baca Mancheno, el ministerio público iba a solicitar la pena máxima imponible en Ecuador la cual es de pena privativa de libertad de 40 años.

#### Muerte de José Nero
Tras la audiencia de formulación de cargos, los tres procesados José Fabián Nero, Manuel Ambululdi y Tania Yulecsy  ingresaron al Centro de Detención Provisional de Azuay en el Centro Regional de Turi al norte de la ciudad de Cuenca. Sin embargo, alrededor de las 07:00 del 21 de diciembre de 2017 el principal procesado dentro del caso, Nero Robalino, fue hallado muerto en su celda. Nero, aparentemente se había suicidado usando una camiseta para ahorcarse colgándose de las varillas de una de las camas de la celda.

#### Reformulación de cargos
El 8 de mayo de 2018, la agente fiscal titular de la instrucción, la doctora Bella Castillo Hidalgo, mediante audiencia reservada reformuló cargos en contra de Manuel Giovanni Ambuludí Robalino y Tania Yulecsy Ramón Azanza, por el delito de femicidio intencional y pornografía infantil, además de los delitos que se les había formulado previamente, es decir trata de personas y violación. Con los argumentos dados por la fiscal, la señora jueza de la Unidad Penal de Loja, la doctora Aura Janeth Pardo Monteros, aceptó dicha petición por parte de la Fiscalía por lo tanto se amplió dicha investigación por treinta días más, tal como lo contempla el Código Orgánico Integral Penal. 

#### Cierre de instrucción fiscal y dictamen
El 7 de junio de 2018, una vez concluido el término de treinta días adicionales que dio la jueza de la Unidad Penal de Loja, la fiscal Bella Castillo Hidalgo -mediante impulso fiscal- dispuso el cierre de dicha instrucción y solicitó a la jueza Pardo Monteros, que se señale día y hora para que se lleve a efecto la respectiva audiencia preparatoria de juicio en contra de los procesados Manuel A. R. y Tania R. A.

### Evaluación y preparatoria de juicio

#### Audiencia preparatoria de juicio
Luego de cerrada la etapa de instrucción y con los dictámenes acusatorios de la Fiscalía, fue convocada la respectiva audiencia de preparatoria de juicio, misma que se desarrolló durante dos días (6 y 7 de agosto de 2018), en donde la jueza Aura Prado Montero de la Unidad Penal del cantón Loja, evaluó los elementos de convicción presentados la fiscal Bella Castillo en referencia los hechos delictivos que concluyeron con la desaparición y muerte de la niña Emilia Benavides de 9 años.
Castillo, solicitó que se llame a juicio a los dos procesados sobrevivientes (Manuel A. R. y Tania R. A.) como coautores de los delitos de trata de personas, violación, pornografía con utilización de niños, niñas o adolescentes y femicidio. También solicitó que sea ratificada la medida cautelar de prisión preventiva contra los procesados y que se mantienen las medidas de apoyo psicológico a familiares de la víctima, quienes se encuentran dentro del Sistema de Protección a Víctimas y Testigos (SPAVT) de la Fiscalía.
Además, la Fiscalía solicitó -debido a la concurrencia de varios delitos- la acumulación de penas hasta los 40 años de privación de la libertad para los procesados.

#### Resolución
Luego de evaluar los elementos de convicción en contra de los procesados, la jueza Padro Montero acogió integralmente las solicitudes de la representante de la Fiscalía, por lo que dictó auto de llamamiento a juicio en contra de Manuel A. R. y Tania R. A.
En concordancia con lo establecido en el Código Orgánico Integral Penal (COIP) los procesados fueron llamados a juicio por los tipos penales de trata de personas con fines de explotación sexual, prostitución forzada, turismo sexual y pornografía infantil, violación, pornografía con utilización de niños, niñas o adolescentes y femicidio.

### Juicio

#### Audiencia de juicio
La audiencia de juicio por la desaparición y muerte de la menor Emilia Benavides había sido convocada el día 15 de octubre del 2018, siendo instalada ese mismo día por el Tribunal de Garantías Penales de Loja.

#### Sentencia
Concluida la audiencia de juzgamiento, los jueces miembros del tribunal de garantías penales deliberaron con base en las pruebas presentadas y a los alegatos manifestados por las defensas técnicas de los procesados y de la Fiscalía, y posterior a ello, dictaron:
- sentencia condenatoria contra Manuel Giovanni Ambuludí Robalino, por considerarlo responsable de los delitos imputados en calidad de coautor, imponiendo una pena privativa de libertad de treinta y cuatro (34) años y ocho (8) meses;[16] y,
- sentencia condenatoria contra Tania Yulecsy Ramón Azanza, por considerarla responsable de los delitos imputados en calidad de coautor, imponiendo una pena privativa de libertad de treinta y cuatro (34) años y ocho (8) meses.[17]